# Rumania en la Copa Mundial de Fútbol de 1998
La selección de Rumania fue uno de los 32 países participantes de la Copa Mundial de Fútbol de 1998, realizada en Francia. Fue su tercera participación consecutiva en la Copa Mundial de Fútbol, y su séptima en total, tras haber alcanzado los cuartos de final en Estados Unidos 1994 y ser eliminada en la tanda de penaltis ante Suecia.
Rumania quedó emparejada en el Grupo G junto a Inglaterra, Colombia y Túnez. La selección rumana debutó el 15 de junio de 1998, ante Colombia en el Stade Gerland de Lyon y venció por 1-0. El segundo partido lo disputó el 22 de junio en el Stade de Toulouse ante Inglaterra y ganó por 2 a 1. El 26 de junio, disputó su último partido de la fase de grupos, ante la débil Túnez en el Stade de France de Saint-Denis en París y apenas empató a 1, con lo que aseguró el primer lugar del grupo, pasando de ronda junto a Inglaterra.
La selección rumana se midió en octavos de final a Croacia en el Parc Lescure de Bordeaux, el 30 de junio. Los croatas vencieron por 1 a 0 a los rumanos, con gol de penal de Davor Šuker, que terminó siendo el máximo goleador de ese mundial. Con este resultado, la selección de Rumania se despidió de la cita de Francia, quedando en el 11.º lugar.

## Clasificación

### Grupo 8
| Pos. | Equipo        | Pts. | PJ | G | E | P  | GF | GC | Dif. | Clasificación |     | ROU | IRL | LTU  | MKD | ISL | LIE |
| ---- | ------------- | ---- | -- | - | - | -- | -- | -- | ---- | ------------- | --- | --- | --- | ---- | --- | --- | --- |
| 1    | Rumania       | 28   | 10 | 9 | 1 | 0  | 37 | 4  | +33  | Clasificado   |     | —   | 1–0 | 3–0  | 4–2 | 4–0 | 8–0 |
| 2    | Irlanda       | 18   | 10 | 5 | 3 | 2  | 22 | 8  | +14  | Segunda Ronda |     | 1–1 | —   | 0–0  | 3–0 | 0–0 | 5–0 |
| 3    | Lituania      | 17   | 10 | 5 | 2 | 3  | 11 | 8  | +3   |               |     | 0–1 | 1–2 | —    | 2–0 | 2–0 | 2–1 |
| 4    | Macedonia     | 13   | 10 | 4 | 1 | 5  | 22 | 18 | +4   |               | 0–3 | 3–2 | 1–2 | —    | 1–0 | 3–0 |     |
| 5    | Islandia      | 9    | 10 | 2 | 3 | 5  | 11 | 16 | −5   |               | 0–4 | 2–4 | 0–0 | 1–1  | —   | 4–0 |     |
| 6    | Liechtenstein | 0    | 10 | 0 | 0 | 10 | 3  | 52 | −49  |               | 1–8 | 0–5 | 0–2 | 1–11 | 0–4 | —   |     |

 Fuente: 

## Jugadores
Datos corresponden a situación previo al inicio del torneo
| #  | Nombre              | Posición       | Edad | PJ Sel | Club                  |
| -- | ------------------- | -------------- | ---- | ------ | --------------------- |
| 1  | Dumitru Stângaciu   | Portero        | 33   | -      | Kocaelispor           |
| 2  | Dan Petrescu        | Defensa        | 30   | -      | Chelsea               |
| 3  | Cristian Dulca      | Defensa        | 25   | -      | Rapid Bucarest        |
| 4  | Anton Doboş         | Defensa        | 32   | -      | AEK Atenas            |
| 5  | Constantin Gâlcă    | Centrocampista | 26   | -      | Español               |
| 6  | Gheorghe Popescu    | Defensa        | 30   | -      | Galatasaray           |
| 7  | Marius Lăcătuş      | Delantero      | 34   | -      | Steaua Bucarest       |
| 8  | Dorinel Munteanu    | Centrocampista | 29   | -      | 1. FC Koln            |
| 9  | Viorel Moldovan     | Delantero      | 25   | -      | Coventry City         |
| 10 | Gheorghe Hagi       | Centrocampista | 33   | -      | Galatasaray           |
| 11 | Adrian Ilie         | Delantero      | 24   | -      | Valencia              |
| 12 | Bogdan Stelea       | Portero        | 30   | -      | Salamanca             |
| 13 | Liviu Ciobotariu    | Defensa        | 27   | -      | Nacional Bucarest     |
| 14 | Radu Niculescu      | Centrocampista | 23   | -      | Nacional Bucarest     |
| 15 | Lucian Marinescu    | Centrocampista | 25   | -      | Rapid Bucarest        |
| 16 | Gabriel Popescu     | Delantero      | 24   | -      | Salamanca             |
| 17 | Ilie Dumitrescu     | Delantero      | 29   | -      | Atlante               |
| 18 | Iulian Filipescu    | Centrocampista | 24   | -      | Galatasaray           |
| 19 | Ovidiu Stîngă       | Centrocampista | 25   | -      | PSV Eindhoven         |
| 20 | Tibor Selymes       | Defensa        | 25   | -      | Anderlecht            |
| 21 | Gheorghe Craioveanu | Delantero      | 30   | -      | Real Sociedad         |
| 22 | Florin Prunea       | Portero        | 29   | -      | Universitatea Craiova |
| DT | Anghel Iordănescu   |                |      |        |                       |

## Participación

### Primera fase

#### Grupo G
| Equipo     | Pts | PJ | PG | PE | PP | GF | GC | Dif |
| ---------- | --- | -- | -- | -- | -- | -- | -- | --- |
| Rumania    | 7   | 3  | 2  | 1  | 0  | 4  | 2  | 2   |
| Inglaterra | 6   | 3  | 2  | 0  | 1  | 5  | 2  | 3   |
| Colombia   | 3   | 3  | 1  | 0  | 2  | 1  | 3  | -2  |
| Túnez      | 1   | 3  | 0  | 1  | 2  | 1  | 4  | -3  |

| 15 de junio de 1998, 17:30 | Rumania    | 1:0 (1:0) | Colombia | Stade Gerland, Lyon                                                  |                                                                      |
|                            | Ilie 45+1' | Reporte   |          | Asistencia: 39.100 espectadores Árbitro(s): Lim Kee Chong (Mauricio) | Asistencia: 39.100 espectadores Árbitro(s): Lim Kee Chong (Mauricio) |

| 22 de junio de 1998, 21:00 | Rumania                     | 2:1 (0:0) | Inglaterra | Stade de Toulouse, Toulouse                                      |                                                                  |
|                            | Moldovan 46' · Petrescu 90' | Reporte   | Owen 81'   | Asistencia: 33.500 espectadores Árbitro(s): Marc Batta (Francia) | Asistencia: 33.500 espectadores Árbitro(s): Marc Batta (Francia) |

| 26 de junio de 1998, 21:00 | Rumania      | 1:1 (0:1) | Túnez              | Stade de France, Saint-Denis                                          |                                                                       |
|                            | Moldovan 71' | Reporte   | Souayah 12' (pen.) | Asistencia: 77.000 espectadores Árbitro(s): Edward Lennie (Australia) | Asistencia: 77.000 espectadores Árbitro(s): Edward Lennie (Australia) |

## Segunda fase

### Octavos de final
| 30 de junio de 1998, 16:30 | Rumania | 0:1 (0:1) | Croacia            | Parc Lescure, Burdeos                                                    |                                                                          |
|                            |         | Reporte   | Šuker 45+2' (pen.) | Asistencia: 31.800 espectadores Árbitro(s): Javier Castrilli (Argentina) | Asistencia: 31.800 espectadores Árbitro(s): Javier Castrilli (Argentina) |